# Liste von Eigenproduktionen von Disney+

Logo von Disney+

Diese Liste der Eigenproduktionen von Disney+ (Serien) (auch als Disney Plus Originals bezeichnet) enthält eine Auswahl an Serien, Reality-TV-Formate und Dokumentationsserien des US-Video-on-Demand-Anbieters Disney+, die von ihm seit dem Jahr 2019 produziert wurden bzw. werden. Wenn Disney+ die Serie weiterführt, werden nur die im Auftrag von Disney+ erstellte Folgen- und Staffelzahl angegeben.
Die Liste ist sortiert nach Datum der Erstveröffentlichung bei Disney+. Im Auftrag von Disney+ produzierte Spiel- und Dokumentarfilme sowie einteiligen Specials sind in der Liste der Eigenproduktionen von Disney+ (Filme) gelistet.

## Laufende Serien

### Drama
| Titel                    | Genre                                 | Premiere           | Staffel(n)            | Status / Anmerkung |
| ------------------------ | ------------------------------------- | ------------------ | --------------------- | ------------------ |
| The Mandalorian          | Space Opera, Space-Western            | 12. November 2019  | 3 Staffeln, 24 Folgen | Verlängert         |
| Loki                     | Krimi, Thriller                       | 9. Juni 2021       | 2 Staffel, 12 Folgen  | Ausstehend         |
| Andor                    | Space Opera, Politthriller, Drama     | 21. September 2022 | 1 Staffel, 12 Folgen  | Verlängert         |
| Ahsoka                   | Science-Fiction, Fantasy, Space-Opera | 22. August 2023    | 1 Staffel, 8 Folgen   | Verlängert         |
| Gänsehaut                | Abenteuer, Fantasy                    | 13. Oktober 2023   | 1 Staffel, 10 Folgen  | Verlängert         |
| Percy Jackson: Die Serie | Fantasy, Abenteuer                    | 20. Dezember 2023  | 1 Staffel, 8 Folgen   | Verlängert         |
| X-Men ’97                | Action, Abenteuer, Science-Fiction    | 20. März 2024      | 1 Staffel, 10 Folgen  | Verlängert         |
| A Thousand Blows         | Historienfilm, Sportfilm              | 21. Februar 2025   | 1 Staffel, 12 Folgen  | Verlängert         |
| Daredevil: Born Again    | Action-Adventure                      | 4. März 2025       | 1 Staffel, 9 Folgen   | Verlängert         |

### Comedy
| Titel                   | Genre                                      | Premiere           | Staffel(n)           | Status / Anmerkung |
| ----------------------- | ------------------------------------------ | ------------------ | -------------------- | ------------------ |
| Santa Clause: Die Serie | Weihnachtskomödie                          | 16. November 2022  | 2 Staffel, 12 Folgen | Ausstehend         |
| American Born Chinese   | Action-Adventure, Fantasy, Comedy          | 24. Mai 2023       | 1 Staffel, 8 Folgen  | Ausstehend         |
| Agatha All Along        | Schwarze Komödie, Fantasy, Science-Fiction | 18. September 2024 | 1 Staffel, 9 Folgen  | Ausstehend         |

### Animation
| Titel                                            | Genre                           | Premiere         | Staffel(n)            | Status / Anmerkung |
| ------------------------------------------------ | ------------------------------- | ---------------- | --------------------- | ------------------ |
| Monster bei der Arbeit                           | Animation, Comedy, Fantasy      | 7. Juli 2021     | 2 Staffel, 20 Folgen  | Ausstehend         |
| Chip und Chap: Das Leben im Park                 | Animation, Comedy               | 28. Juli 2021    | 2 Staffeln, 18 Folgen | Ausstehend         |
| What If…?                                        | Animation, Anthologie-Serie     | 11. August 2021  | 2 Staffel, 18 Folgen  | Verlängert         |
| Die Prouds: Lauter und trauter                   | Animation, Comedy               | 23. Februar 2022 | 2 Staffeln, 20 Folgen | Verlängert         |
| Star Wars: Die Abenteuer der jungen Jedi         | Animation, Space Opera          | 4. Mai 2023      | 2 Staffel, 36 Folgen  | Ausstehend         |
| Der freundliche Spider-Man aus der Nachbarschaft | Coming of Age, Action-Adventure | 29. Januar 2025  | 1 Staffel, 10 Folgen  | Verlängert         |

### Dokumentation
| Titel                                 | Genre         | Premiere           | Staffel(n)            | Status / Anmerkung |
| ------------------------------------- | ------------- | ------------------ | --------------------- | ------------------ |
| Die Magie von Disney's Animal Kingdom | Dokumentation | 25. September 2020 | 2 Staffeln, 18 Folgen | Ausstehend         |
| Behind the Attraction                 | Dokumentation | 21. Juli 2021      | 1 Staffel, 10 Folgen  | Verlängert         |
| Auf ins Abenteuer mit Bertie Gregory  | Dokumentation | 8. September 2022  | 1 Staffel, 5 Folgen   | Verlängert         |
| Growing Up                            | Dokumentation | 8. September 2022  | 1 Staffel, 10 Folgen  | Ausstehend         |
| Schiffswrackjäger: Australien         | Dokumentation | 5. Oktober 2022    | 1 Staffel, 6 Folgen   | Ausstehend         |
| Ohne Limits mit Chris Hemsworth       | Dokumentation | 16. November 2022  | 1 Staffel, 6 Folgen   | Ausstehend         |
| MPower                                | Dokumentation | 8. März 2023       | 1 Staffel, 4 Folgen   | Ausstehend         |
| Rennervations                         | Dokumentation | 12. April 2023     | 1 Staffel, 4 Folgen   | Ausstehend         |

### Variety
| Titel | Genre | Premiere | Staffel(n) | Status / Anmerkung |
| ----- | ----- | -------- | ---------- | ------------------ |
|       |       |          |            |                    |

### Kurzfilmformate
| Titel                              | Genre                                    | Premiere           | Staffel(n)            | Status / Anmerkung |
| ---------------------------------- | ---------------------------------------- | ------------------ | --------------------- | ------------------ |
| Die wunderbare Welt von Micky Maus | Animation                                | 18. November 2020  | 1 Staffel, 20 Folgen  | Ausstehend         |
| Marvel Studios: Legends            | Clipshow                                 | 8. Januar 2021     | 2 Staffeln, 29 Folgen | Ausstehend         |
| Disney Launchpad                   | Anthologie-Serie                         | 28. Mai 2021       | 1 Staffel, 6 Folgen   | Verlängert         |
| Dug Days                           | Animation                                | 11. August 2021    | 1 Staffel, 5 Folgen   | Verlängert         |
| Star Wars: Visionen                | Animation, Space Opera, Anthologie-Serie | 22. September 2021 | 1 Staffel, 10 Folgen  | Verlängert         |
| Baymax!                            | Animation                                | 29. Juni 2022      | 1 Staffel, 6 Folgen   | Ausstehend         |
| Ich bin Groot                      | Animation                                | 10. August 2022    | 1 Staffel, 5 Folgen   | Verlängert         |
| Cars on the Road                   | Animation, Comedy                        | 8. September 2022  | 1 Staffel, 9 Folgen   | Ausstehend         |
| Star Wars: Geschichten der Jedi    | Animation, Space Opera, Anthologie-Serie | 26. Oktober 2022   | 1 Staffel, 6 Folgen   | Ausstehend         |
| Zootopia+                          | Animation                                | 9. November 2022   | 1 Staffel, 6 Folgen   | Ausstehend         |

### Specials
| Titel                                   | Genre                   | Premiere          | Staffel(n)            | Status / Anmerkung |
| --------------------------------------- | ----------------------- | ----------------- | --------------------- | ------------------ |
| Disney Gallery: The Mandalorian         | Making-of-Dokumentation | 4. Mai 2020       | 2 Staffeln, 10 Folgen | Ausstehend         |
| Marvel Studios: Gemeinsam Unbesiegbar   | Making-of-Dokumentation | 12. März 2021     | 1 Staffel, 14 Folgen  | Ausstehend         |
| Disney Gallery: Das Buch von Boba Fett  | Making-of-Dokumentation | 4. Mai 2022       | 1 Staffel, 1 Folge    | Ausstehend         |
| Obi-Wan Kenobi: Die Rückkehr eines Jedi | Making-of-Dokumentation | 8. September 2022 | 1 Staffel, 1 Folge    | Ausstehend         |

### Nicht englischsprachige Produktionen

#### Drama
| Titel                             | Genre                             | Premiere           | Staffel(n)           | Sprache       | Status / Anmerkung |
| --------------------------------- | --------------------------------- | ------------------ | -------------------- | ------------- | ------------------ |
| Parallel Worlds                   | Science-Fiction, Mystery, Fantasy | 23. März 2022      | 1 Staffel, 6 Folgen  | Französisch   | Ausstehend         |
| Musical: Ab ins Rampenlicht!      | Drama, Musical                    | 28. September 2022 | 1 Staffel, 10 Folgen | Portugiesisch | Ausstehend         |
| @Gina Yei: #WithAllMyHeartAndMore | Dramedy                           | 11. Januar 2023    | 1 Staffel, 12 Folgen | Spanisch      | Ausstehend         |
| Mila in the Multiverse            | Science-Fiction, Mystery          | 25. Januar 2023    | 1 Staffel, 8 Folgen  | Portugiesisch | Ausstehend         |
| Club der leisen Töne              | Dramedy, Musical                  | 22. Februar 2023   | 1 Staffel, 10 Folgen | Spanisch      | Ausstehend         |
| Reise zum Mittelpunkt der Erde    | Abenteuer, Science-Fiction        | 5. April 2023      | 1 Staffel, 8 Folgen  | Spanisch      | Ausstehend         |
| FreeKs                            | Drama, Mystery, Musical           | 28. Juni 2023      | 1 Staffel, 13 Folgen | Spanisch      | Ausstehend         |
| Die drei !!!                      | Abenteuer, Krimi                  | 6. September 2023  | 1 Staffel, 10 Folgen | Deutsch       | Ausstehend         |
| Pauline                           | Drama, Fantasy, Thriller          | 22. Mai 2024       | 1 Staffel, 6 Folgen  | Deutsch       | Ausstehend         |
| Ayla                              | Dramedy, Musical                  | 27. September 2024 | 1 Staffel, 20 Folgen | Spanisch      | Ausstehend         |

#### Comedy
| Titel             | Genre                        | Premiere         | Staffel(n)           | Sprache       | Status / Anmerkung |
| ----------------- | ---------------------------- | ---------------- | -------------------- | ------------- | ------------------ |
| Wochenend-Familie | Comedy                       | 23. Februar 2022 | 2 Staffel, 16 Folgen | Französisch   | Verlängert         |
| It’s All Right!   | Romantische Komödie, Musical | 12. April 2023   | 1 Staffel, 4 Folgen  | Portugiesisch | Ausstehend         |

#### Reality
| Titel         | Genre   | Premiere         | Staffel(n)           | Sprache  | Status / Anmerkung |
| ------------- | ------- | ---------------- | -------------------- | -------- | ------------------ |
| The Montaners | Reality | 9. November 2022 | 1 Staffel, 10 Folgen | Spanisch | Ausstehend         |

### Regional
Diese Titel wurden von Disney+ in Auftrag gegeben oder erworben und von dem Streamingdienst veröffentlicht, sind aber nicht in allen Regionen verfügbar.
| Titel                                              | Genre       | Premiere        | Staffel(n)          | Region(en)    | Sprache  | Status / Anmerkung |
| -------------------------------------------------- | ----------- | --------------- | ------------------- | ------------- | -------- | ------------------ |
| Marvel Lucha Libre Edition: The Origin of the Mask | Lucha Libre | 18. Januar 2023 | 1 Staffel, 5 Folgen | Lateinamerika | Spanisch | Ausstehend         |

#### Übernommene Produktionen
| Titel                               | Genre    | Übernommen von | Premiere           | Staffel(n)           | Region(en)  | Sprache  | Status / Anmerkung |
| ----------------------------------- | -------- | -------------- | ------------------ | -------------------- | ----------- | -------- | ------------------ |
| Dancing with the Stars (Staffel 31) | Tanzshow | ABC            | 19. September 2022 | 1 Staffel, 11 Folgen | Nordamerika | Englisch | Verlängert         |

## Abgeschlossene Serien

### Drama
| Titel                             | Genre                                    | Premiere          | Finale            | Staffel(n)            |
| --------------------------------- | ---------------------------------------- | ----------------- | ----------------- | --------------------- |
| WandaVision                       | Sitcom, Science-Fiction, Drama           | 15. Januar 2021   | 5. März 2021      | 1 Staffel, 9 Folgen   |
| Die Helden der Nation             | Historiendrama                           | 9. Oktober 2020   | 20. November 2020 | 1 Staffel, 8 Folgen   |
| The Falcon and the Winter Soldier | Action, Drama                            | 19. März 2021     | 23. April 2021    | 1 Staffel, 6 Folgen   |
| Die geheime Benedict-Gesellschaft | Drama, Abenteuer                         | 25. Juni 2021     | 7. Dezember 2022  | 2 Staffeln, 16 Folgen |
| Das Buch von Boba Fett            | Space Western                            | 29. Dezember 2021 | 9. Februar 2022   | 1 Staffel, 7 Folgen   |
| Hawkeye                           | Drama, Action                            | 24. November 2021 | 22. Dezember 2021 | 1 Staffel, 6 Folgen   |
| Moon Knight                       | Action-Adventure, Psychothriller         | 30. März 2022     | 4. Mai 2022       | 1 Staffel, 6 Folgen   |
| Obi-Wan Kenobi                    | Space Opera, Miniserie                   | 27. Mai 2022      | 22. Juni 2022     | 1 Staffel, 6 Folgen   |
| Willow                            | Fantasy                                  | 30. November 2022 | 11. Januar 2023   | 1 Staffel, 8 Folgen   |
| Das Vermächtnis von Montezuma     | Abenteuer, Action                        | 14. Dezember 2022 | 8. Februar 2023   | 1 Staffel, 10 Folgen  |
| The Crossover                     | Sport-Drama                              | 5. April 2023     | 5. April 2023     | 1 Staffel, 8 Folgen   |
| Secret Invasion                   | Action, Drama, Spionage                  | 21. Juni 2023     | 26. Juli 2023     | 1 Staffel, 6 Folgen   |
| Echo                              | Drama, Action                            | 9. Januar 2024    | 9. Jan. 2024      | 1 Staffel, 5 Folgen   |
| Renegade Nell                     | Historienserie                           | 29. März 2024     | 29. März 2024     | 1 Staffel, 8 Folgen   |
| The Acolyte                       | Drama, Mystery-Thriller, Science-Fiction | 4. Juni 2024      | 16. Juli 2024     | 1 Staffel, 8 Folgen   |

### Comedy
| Titel                                       | Genre                               | Premiere          | Finale            | Staffel(n)            |
| ------------------------------------------- | ----------------------------------- | ----------------- | ----------------- | --------------------- |
| High School Musical: Das Musical: Die Serie | Musical, Dramedy, Mockumentary      | 12. November 2019 | 9. August 2023    | 4 Staffeln, 38 Folgen |
| Tagebuch einer zukünftigen Präsidentin      | Dramedy                             | 17. Januar 2020   | 18. August 2021   | 2 Staffeln, 20 Folgen |
| Mighty Ducks: Game Changer                  | Sport, Dramedy                      | 26. März 2021     | 30. November 2022 | 2 Staffeln, 20 Folgen |
| Big Shot                                    | Dramedy                             | 16. April 2021    | 12. Oktober 2022  | 2 Staffeln, 20 Folgen |
| Scott & Huutsch                             | Krimi, Dramedy                      | 21. Juli 2021     | 6. Oktober 2021   | 1 Staffel, 12 Folgen  |
| Dr. Doogie Kamealoha                        | Dramedy, Arztserie                  | 8. September 2021 | 31. März 2023     | 2 Staffeln, 20 Folgen |
| Just Beyond                                 | Mystery, Comedy, Horror, Anthologie | 13. Oktober 2021  | 13. Oktober 2021  | 1 Staffel, 8 Folgen   |
| Ms. Marvel                                  | Action-Adventure                    | 8. Juni 2022      | 13. Juli 2022     | 1 Staffel, 6 Folgen   |
| She-Hulk: Die Anwältin                      | Anwaltskomödie                      | 18. August 2022   | 13. Oktober 2022  | 1 Staffel, 9 Folgen   |
| The Muppets Mayhem                          | Puppenshow, Musical                 | 10. Mai 2023      | 10. Mai 2023      | 1 Staffel, 10 Folgen  |
| American Born Chinese                       | Action-Adventure, Fantasy, Comedy   | 24. Mai 2023      | 24. Mai 2023      | 1 Staffel, 8 Folgen   |

### Animation
| Titel                    | Genre                  | Premiere       | Finale         | Staffel(n)            |
| ------------------------ | ---------------------- | -------------- | -------------- | --------------------- |
| Star Wars: The Bad Batch | Animation, Space Opera | 4. Mai 2021    | 1. Mai 2024    | 3 Staffeln, 47 Folgen |
| Iwájú                    | Science-Fiction, Drama | 10. April 2024 | 10. April 2024 | 1 Staffel, 6 Folgen   |

### Dokumentation
| Titel                                   | Genre         | Premiere           | Finale             | Staffel(n)            |
| --------------------------------------- | ------------- | ------------------ | ------------------ | --------------------- |
| The Imagineering Story                  | Dokumentation | 12. November 2019  | 13. Dezember 2019  | 1 Staffel, 6 Folgen   |
| The World According to Jeff Goldblum    | Dokumentation | 12. November 2019  | 19. Januar 2022    | 2 Staffeln, 22 Folgen |
| Marvel's Hero Project                   | Dokumentation | 12. November 2019  | 20. März 2020      | 1 Staffel, 20 Folgen  |
| Hundeleben – Vom Welpen zum Blindenhund | Dokumentation | 20. Dezember 2019  | 24. Januar 2020    | 1 Staffel, 6 Folgen   |
| Requisiten                              | Dokumentation | 1. Mai 2020        | 1. Mai 2020        | 1 Staffel, 8 Folgen   |
| Ein Hundeleben mit Bill Farmer          | Dokumentation | 15. Mai 2020       | 17. Juli 2020      | 1 Staffel, 10 Folgen  |
| Rogue Trip - Urlaub neben der Spur      | Dokumentation | 24. Juli 2020      | 24. Juli 2020      | 1 Staffel, 6 Folgen   |
| Becoming: Der Weg zum Ruhm              | Dokumentation | 18. September 2020 | 18. September 2020 | 1 Staffel, 10 Folgen  |
| Triff die Schimpansen                   | Dokumentation | 16. Oktober 2020   | 16. Oktober 2020   | 1 Staffel, 6 Folgen   |
| Marvel's 616                            | Dokumentation | 20. November 2020  | 20. November 2020  | 1 Staffel, 8 Folgen   |
| En Pointe                               | Dokumentation | 18. Dezember 2020  | 18. Dezember 2020  | 1 Staffel, 6 Folgen   |
| Die geheimnisvolle Welt der Wale        | Dokumentation | 22. April 2021     | 22. April 2021     | 1 Staffel, 4 Folgen   |
| Tierisch gute Erziehung                 | Dokumentation | 18. August 2021    | 18. August 2021    | 1 Staffel, 6 Folgen   |
| Unter den Sternen                       | Dokumentation | 6. Oktober 2021    | 6. Oktober 2021    | 1 Staffel, 6 Folgen   |
| The Beatles: Get Back                   | Dokumentation | 25. November 2021  | 27. November 2021  | 1 Staffel, 3 Folgen   |
| Welcome to Earth                        | Dokumentation | 8. Dezember 2021   | 8. Dezember 2021   | 1 Staffel, 6 Folgen   |
| Sketchbook                              | Dokumentation | 27. April 2022     | 27. April 2022     | 1 Staffel, 6 Folgen   |
| Das schöne Amerika                      | Dokumentation | 4. Juli 2022       | 4. Juli 2022       | 1 Staffel, 6 Folgen   |
| Light & Magic                           | Dokumentation | 27. Juli 2022      | 27. Juli 2022      | 1 Staffel, 6 Folgen   |
| Super/Natural                           | Dokumentation | 21. September 2022 | 21. September 2022 | 1 Staffel, 6 Folgen   |
| S.O.S. mit David Beckham                | Dokumentation | 9. November 2022   | 9. November 2022   | 1 Staffel, 4 Folgen   |
| Chasing Waves                           | Dokumentation | 11. Januar 2023    | 11. Januar 2023    | 1 Staffel, 8 Folgen   |
| Matildas: Die Welt liegt uns zu Füßen   | Dokumentation | 26. April 2023     | 26. April 2023     | 6 Folgen              |
| Ed Sheeran: The Sum of It All           | Dokumentation | 3. Mai 2023        | 3. Mai 2023        | 4 Folgen              |

### Reality
| Titel                          | Genre        | Premiere          | Finale            | Staffel(n)           |
| ------------------------------ | ------------ | ----------------- | ----------------- | -------------------- |
| Zugabe!                        | Reality-Show | 12. November 2019 | 24. Januar 2020   | 1 Staffel, 12 Folgen |
| Shop Class - Ausgetüftelt      | Reality-Show | 28. Februar 2020  | 17. April 2020    | 1 Staffel, 8 Folgen  |
| Küchenhelden                   | Kochsendung  | 27. März 2020     | 5. Juni 2020      | 1 Staffel, 11 Folgen |
| Foodtastic                     | Kochsendung  | 15. Dezember 2021 | 15. Dezember 2021 | 1 Staffel, 11 Folgen |
| The Quest: Helden für Everealm | Fantasy      | 11. Mai 2022      | 11. Mai 2022      | 1 Staffel, 8 Folgen  |
| Family Reboot                  | Reality-Show | 15. Juni 2022     | 15. Juni 2022     | 1 Staffel, 6 Folgen  |

### Variety
| Titel                                  | Genre                | Premiere          | Finale            | Staffel(n)           |
| -------------------------------------- | -------------------- | ----------------- | ----------------- | -------------------- |
| Das große Schwindeln                   | Spielshow            | 22. Mai 2020      | 23. Oktober 2020  | 1 Staffel, 30 Folgen |
| Und jetzt: Die Muppets!                | Puppenshow           | 31. Juli 2020     | 4. September 2020 | 1 Staffel, 6 Folgen  |
| Erde an Ned                            | Talkshow, Puppenshow | 4. September 2020 | 1. Januar 2021    | 1 Staffel, 20 Folgen |
| Stimmungen der Erde                    | ASMR                 | 16. April 2021    | 16. April 2021    | 1 Staffel, 5 Folgen  |
| Mach den Unterschied mit Robin Roberts | Talkshow             | 28. Juli 2021     | 15. März 2023     | 2 Staffeln, 8 Folgen |
| Donna Hay Christmas                    | Kochsendung          | 2. November 2022  | 2. November 2022  | 1 Staffel, 4 Folgen  |

### Kurzfilmformate
| Titel                                                       | Genre             | Premiere           | Finale             | Staffel(n)            |
| ----------------------------------------------------------- | ----------------- | ------------------ | ------------------ | --------------------- |
| Disneys Familiensonntag                                     | DIY               | 12. November 2019  | 17. August 2020    | 1 Staffel, 40 Folgen  |
| Forky hat eine Frage                                        | Animation         | 12. November 2019  | 10. Januar 2020    | 1 Staffel, 10 Folgen  |
| Pixar in Real Life                                          | Versteckte Kamera | 12. November 2019  | 4. September 2020  | 1 Staffel, 11 Folgen  |
| SparkShorts                                                 | Animation         | 12. November 2019  | 17. September 2021 | 1 Staffel, 10 Folgen  |
| Ein Tag bei Disney                                          | Dokumentation     | 6. Dezember 2019   | 20. November 2020  | 1 Staffel, 51 Folgen  |
| Short Circuit                                               | Animation         | 24. Januar 2020    | 14. September 2022 | 2 Staffeln, 20 Folgen |
| Disney Insider                                              | Dokumentation     | 20. März 2020      | 15. Dezember 2021  | 1 Staffel, 14 Folgen  |
| Zenimation                                                  | Animation, ASMR   | 22. Mai 2020       | 11. Juni 2021      | 2 Staffeln, 20 Folgen |
| Inside Pixar                                                | Dokumentation     | 13. November 2020  | 21. Mai 2021       | 1 Staffel, 20 Folgen  |
| Pixar Popcorn                                               | Animation         | 22. Januar 2021    | 22. Januar 2021    | 1 Staffel, 10 Folgen  |
| Star Wars Rundflüge                                         | Animation         | 4. Mai 2021        | 4. Mai 2021        | 1 Staffel, 2 Folgen   |
| Disney präsentiert: Goofy in Anleitung zum zu Hause bleiben | Animation         | 11. August 2021    | 11. August 2021    | 1 Staffel, 4 Folgen   |
| Star Wars: Klänge der Galaxis                               | Anthologie-Serie  | 29. September 2021 | 29. September 2021 | 1 Staffel, 7 Folgen   |
| Olaf präsentiert                                            | Animation         | 12. November 2021  | 12. November 2021  | 1 Staffel, 6 Folgen   |
| Ice Age: Scrats Abenteuer                                   | Animation         | 13. April 2022     | 13. April 2022     | 1 Staffel, 10 Folgen  |

### Übernommene Produktionen
| Titel                                 | Genre                  | Übernommen von              | Premiere         | Finale           | Staffel(n)           |
| ------------------------------------- | ---------------------- | --------------------------- | ---------------- | ---------------- | -------------------- |
| Disneys Märchenhochzeiten (Staffel 2) | Reality-Show           | Freeform                    | 14. Februar 2020 | 3. April 2020    | 1 Staffel, 8 Folgen  |
| Star Wars: The Clone Wars (Staffel 7) | Animation, Space-Opera | Cartoon Network und Netflix | 21. Februar 2020 | 4. Mai 2020      | 1 Staffel, 12 Folgen |
| Seltsam, aber wahr! (Staffel 3)       | Dokumentation          | National Geographic         | 14. August 2020  | 6. November 2020 | 1 Staffel, 13 Folgen |

### Specials
| Titel                                                   | Genre                   | Premiere        | Finale          | Staffel(n)           |
| ------------------------------------------------------- | ----------------------- | --------------- | --------------- | -------------------- |
| High School Musical: Das Musical: Die Serie: Singt mit! | Making-of-Dokumentation | 19. Januar 2020 | 19. Januar 2020 | 1 Staffel, 10 Folgen |
| Wo noch niemand war: Das Making-of von Die Eiskönigin 2 | Making-of-Dokumentation | 26. Juni 2020   | 26. Juni 2020   | 1 Staffel, 6 Folgen  |

### Nicht englischsprachige Produktionen

#### Drama
| Titel                  | Genre                     | Premiere          | Finale             | Staffel(n)           | Sprache       |
| ---------------------- | ------------------------- | ----------------- | ------------------ | -------------------- | ------------- |
| Sumo Do, Sumo Don’t!   | Dramedy                   | 26. Oktober 2022  | 21. Dezember 2022  | 1 Staffel, 10 Folgen | Japanisch     |
| Verschlungene Wege     | Dramedy, Fantasy, Musical | 12. November 2021 | 24. Mai 2023       | 2 Staffel, 17 Folgen | Spanisch      |
| Genauso... aber anders | Dramedy                   | 25. Mai 2022      | 27. September 2023 | 2 Staffel, 18 Folgen | Portugiesisch |
| It Was Always Me       | Drama, Mystery, Musical   | 15. Juni 2022     | 17. Januar 2024    | 2 Staffel, 18 Folgen | Spanisch      |
| Papas auf Anfrage      | Dramedy, Musical          | 13. Juli 2022     | 8. November 2023   | 2 Staffel, 17 Folgen | Spanisch      |
| Tierra Incógnita       | Mystery, Horror           | 8. September 2022 | 13. Dezember 2023  | 2 Staffel, 16 Folgen | Spanisch      |

#### Koproduktionen
Diese Titel entstanden in Zusammenarbeit mit einem weiteren Produktionspartner und sind nicht als Disney+ Originals aufgeführt. Die Verfügbarkeit kann je nach Region variieren.
| Titel                      | Genre   | Partner | Premiere         | Finale           | Staffel(n)          | Sprache    |
| -------------------------- | ------- | ------- | ---------------- | ---------------- | ------------------- | ---------- |
| IN THE SOOP : Friendcation | Reality | JTBC    | 19. Oktober 2022 | 19. Oktober 2022 | 1 Staffel, 4 Folgen | Koreanisch |

### Regional
Diese Titel wurden von Disney+ in Auftrag gegeben oder erworben und von dem Streamingdienst veröffentlicht, sind aber nicht in allen Regionen verfügbar.
| Titel                                            | Genre         | Premiere        | Finale             | Staffel(n)          | Region(en)         | Sprache  |
| ------------------------------------------------ | ------------- | --------------- | ------------------ | ------------------- | ------------------ | -------- |
| Fearless: The Australian Football League Women's | Dokumentation | 24. August 2022 | 28. September 2022 | 1 Staffel, 6 Folgen | Ausgewählte Märkte | Englisch |